# 函館空港
函館空港（はこだてくうこう、英: Hakodate Airport）は、北海道函館市にある国際空港。IATAはHKD、ICAOはRJCH。北海道南部（道南）における唯一の空港であり、北海道内で新千歳空港に次ぐ旅客数を誇る。
空港法に基づく国管理空港で、国土交通大臣が設置・管理するが、空港ビル運営は北海道エアポート株式会社が担う。

## 概要
道南の政治・経済・文化の中心地であり観光資源にも恵まれた、函館市の中心部から約9 km東の海岸沿いの丘陵に位置する。函館の奥座敷である湯の川温泉からはわずかに4.5kmの利便性の高い空港である。また、函館空港は北海道最南端の空港でもある。
旅客数は、新千歳空港に次ぎ北海道内2番目となっている。北海道内丘珠・新千歳をはじめとして、国内6都市との定期便があり、また、国外では主にアジア圏を中心とした定期便並びに期間限定便もある。
滑走路は12/30方向に3000 mであり、冬季の大型ジェット機の着陸にも十分な滑走路長を持っている。滑走路全体に渡り、平行誘導路を有する。計器着陸装置（ILS）は滑走路12にカテゴリIが設置されている。
滑走路を挟んで空港ビルの向かい側に海上保安庁函館航空基地を併設する。

## 統計

### 利用者数
元のウィキデータクエリを参照してください.

空港施設や乗降客数・貨物取扱量とも新千歳空港に次いで北海道第2の規模を持つ。年間利用客数は、国内1,569,699人、国際98,332人（2023年度）。

## 歴史

### 概観
1950年代中盤より函館市内への空港設置の要望が高まった。設置場所としては上磯町（現在の北斗市）七重浜海岸周辺への建設も計画されたが、のちに現在の位置に決定した。1958年1月に設置告示され、同年4月に工事着工、1961年4月に1200mの滑走路と、誘導路・エプロンなどの施設が完成し、のちに供用が開始された。

### 簡易年表

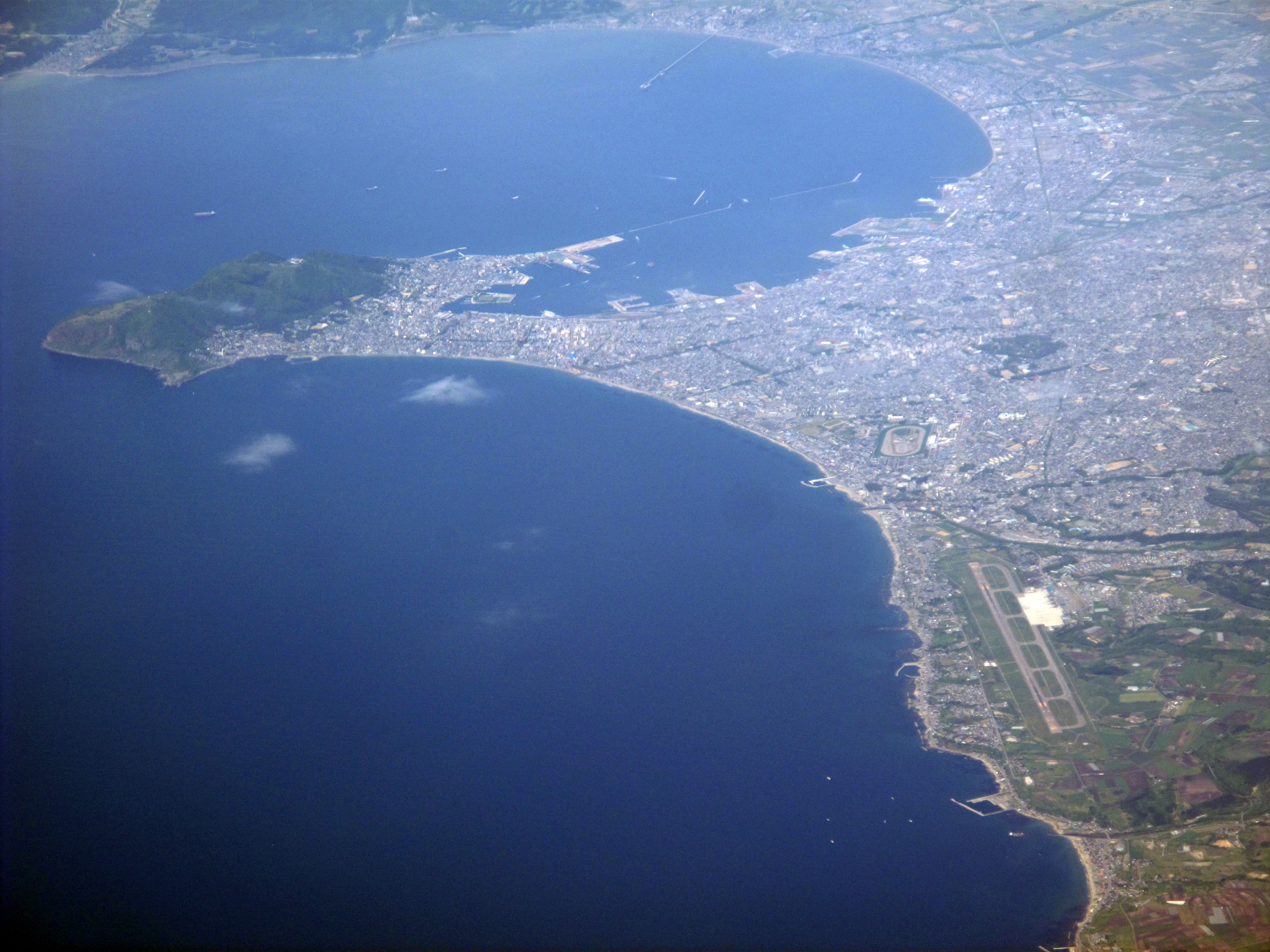
上空からの函館空港

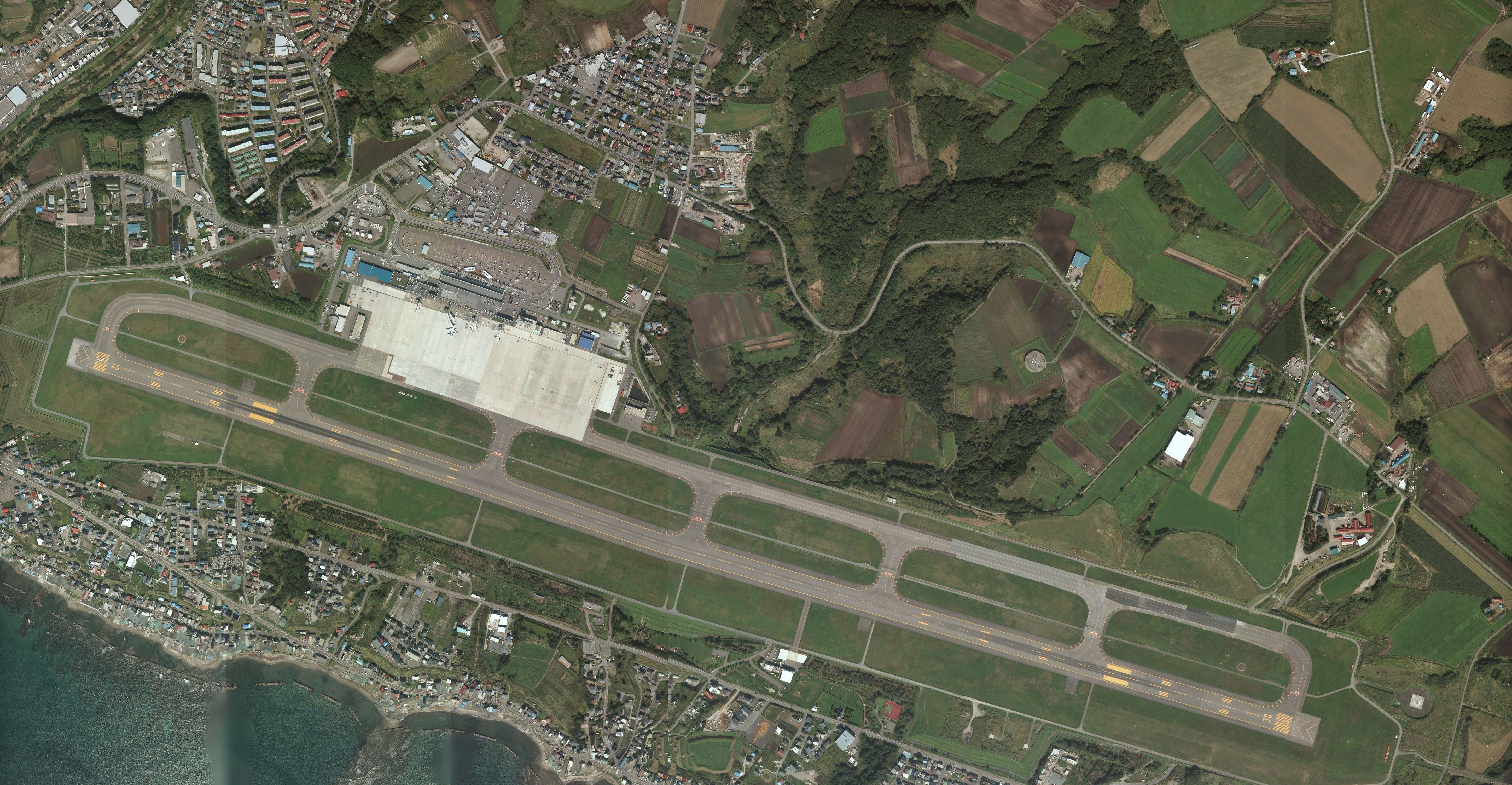
函館空港の空中写真（2011年）

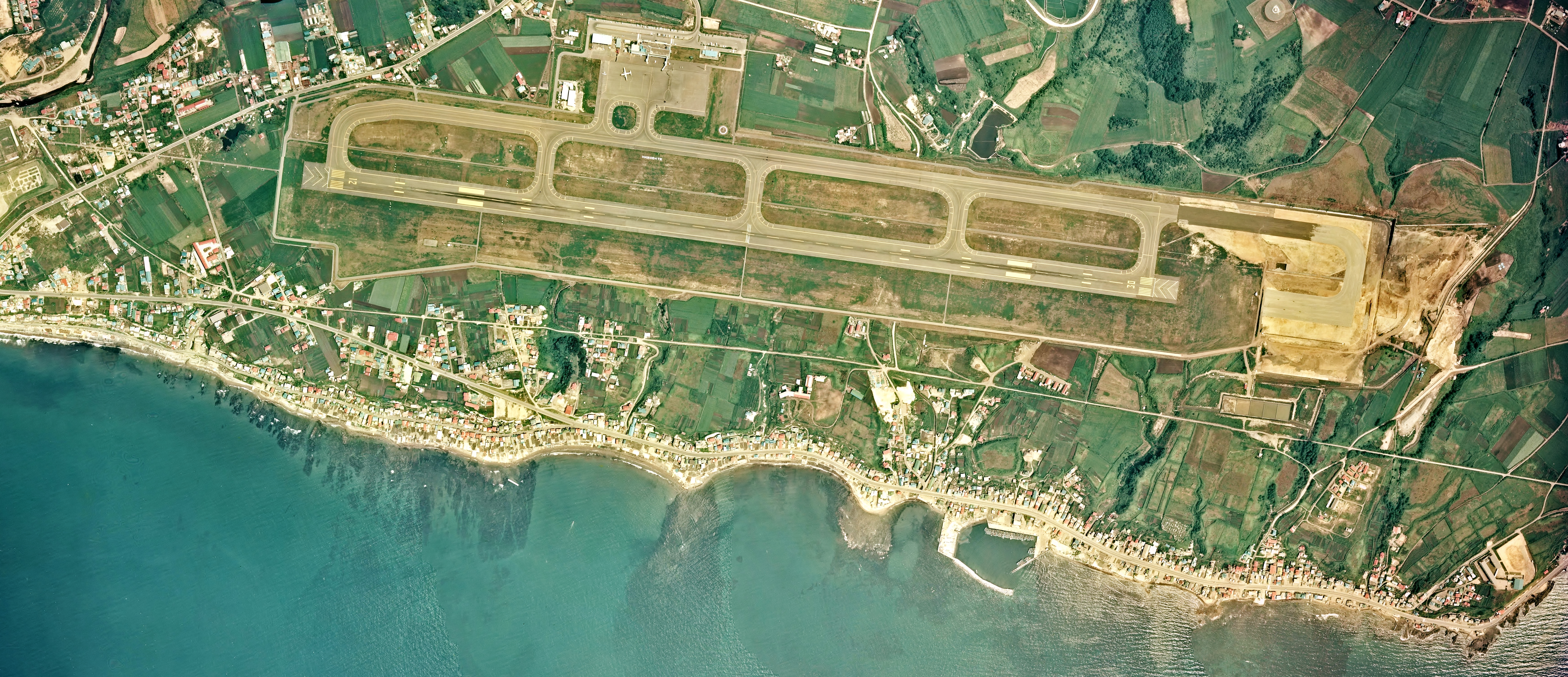
函館空港の空中写真。1976年撮影の4枚を合成作成。

- 1961年（昭和36年）4月20日 - 開港（滑走路1,200m）
- 1967年（昭和42年）- 滑走路延長工事のための埋蔵文化財発掘調査
- 1971年（昭和46年） - 滑走路延長（2,000m）、ターミナルビル（2代目）完成、ジェット機就航
- 1976年（昭和51年）9月6日 - ベレンコ中尉亡命事件（ミグ25事件）[7]
- 1978年（昭和53年） - 滑走路延長（2,500m）
- 1983年（昭和58年） - 国際定期便用代替空港に指定
- 1994年（平成6年）4月4日 - 国際線開設（ユジノサハリンスク線）[8]
- 1995年（平成7年）6月21日 - 全日空857便ハイジャック事件[9]
- 1999年（平成11年）3月25日 - 滑走路が3,000mに延長、供用開始[10]
- 2002年（平成14年）1月21日 - 全日空391便着陸失敗事故
- 2003年（平成15年）12月18日 - 新ターミナルビル（3代目）暫定開業[11]
- 2005年（平成17年）6月2日 - 新ターミナルビル（3代目）開業[12]
- 2017年（平成29年）2月9日 - 国際線ターミナルビル全面増改修竣工・供用開始
- 2020年（令和2年）1月15日 - 北海道空港を中心とする「北海道エアポート」が函館を含む道内主要7空港のターミナル民営化運営を開始[13]。
- 2021年（令和3年）3月1日 - 北海道エアポートが函館を含む道内5空港全体の民営化運営を開始[1]。
- 2022年（令和4年）4月1日 - 北海道エアポートが函館空港ビルデング株式会社を吸収合併[14]。
- 2025年（令和7年）
  - 2月20日 - 函館進入管制区（函館空港のターミナル管制）を白神進入管制区に編入し、一部管制業務を新千歳空港事務所札幌分室に移管[15]。
  - 8月5日 - 3階レストラン周辺を改装しフードコート「HAKODATE GOURMET PORT」開業、5店舗が入居[16]。

## 施設
空港ターミナルビルは、滑走路北側に国内線ターミナルビルと国際線ターミナルビルが隣接して配置されている。現在の国内線ターミナルビルは2005年6月に竣工、全館の供用開始。北海道エアポート（旧・函館空港ビルデング株式会社）により運営されている。地上3階建て。ボーディングブリッジは国内線用に3基、国際線用に1基の計4基を備える。
- 国内線ターミナル
  - 1階 - 航空会社カウンター、到着ロビー
  - 2階 - 出発ロビー、搭乗待合室、国内線ビジネスラウンジ（カードラウンジ）
  - 3階 - 送迎デッキ、展望レストラン、国内線レセプションルーム
- 国際線ターミナル
  - 1階 - 航空会社カウンター、出発ロビー、到着ロビー
  - 2階 - 搭乗待合室、国際線レセプションルーム
  - 管制塔
- 空港監視レーダー

2020年より民営化運営を担う北海道エアポートは道南・東北方面への広域送客を目的とした「広域ゲートウェイ」型空港として、国際線旅客施設の5倍拡張・「レトロモダン」をコンセプトとした改装・回遊型商業施設の配置・保安検査場の拡張や性能向上等を計画している。
国内線出発ロビー3階では、空港敷地内から出土した考古資料が展示されている。

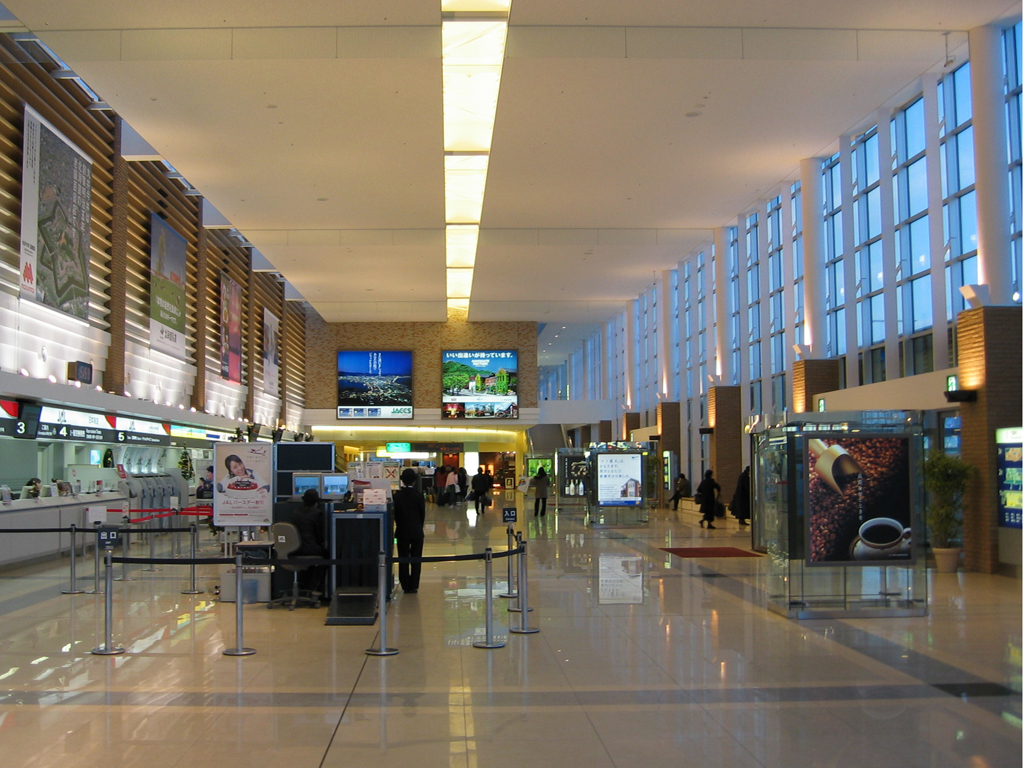
国内線到着ロビー
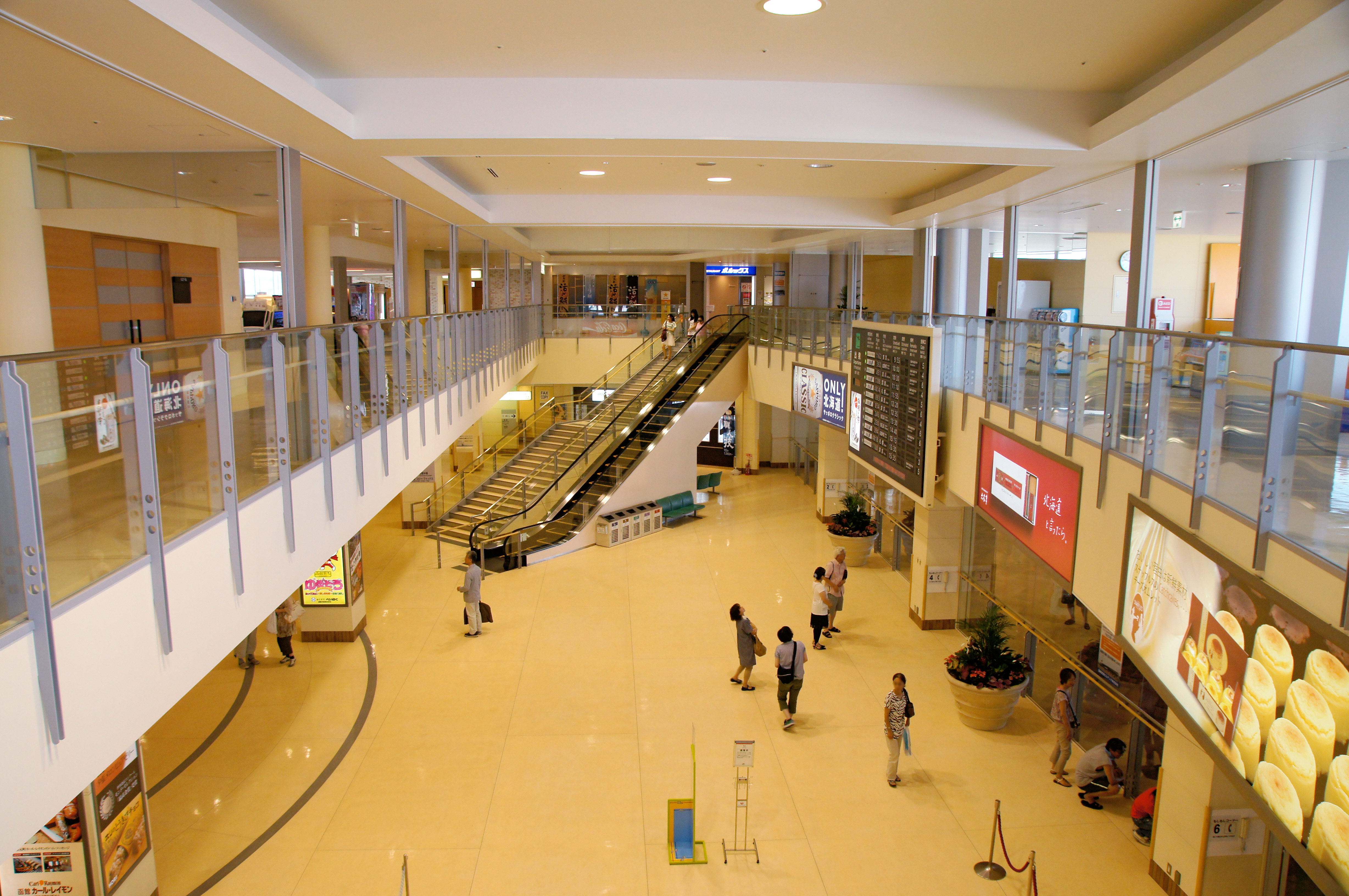
国内線出発ロビー
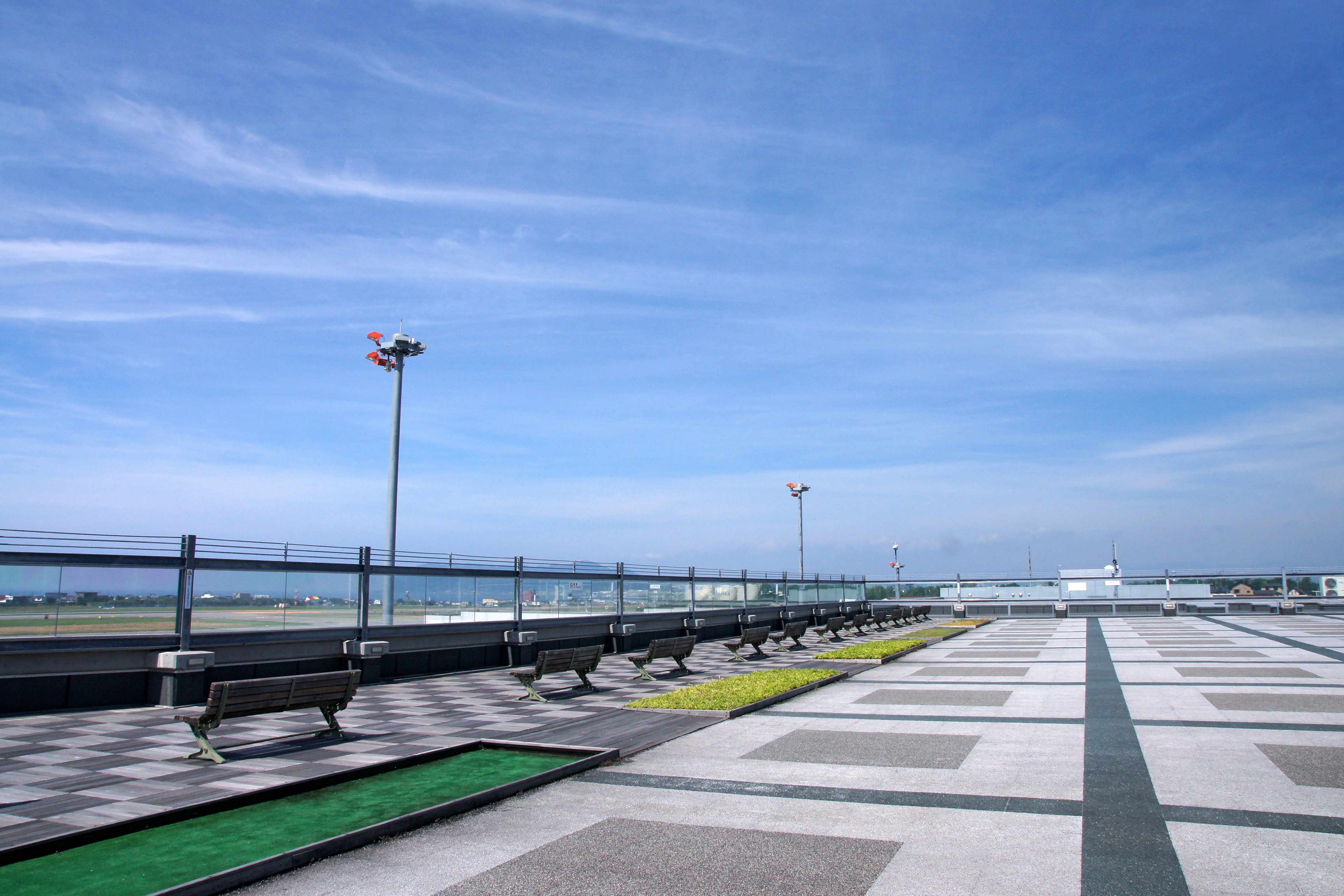
国内線送迎デッキ
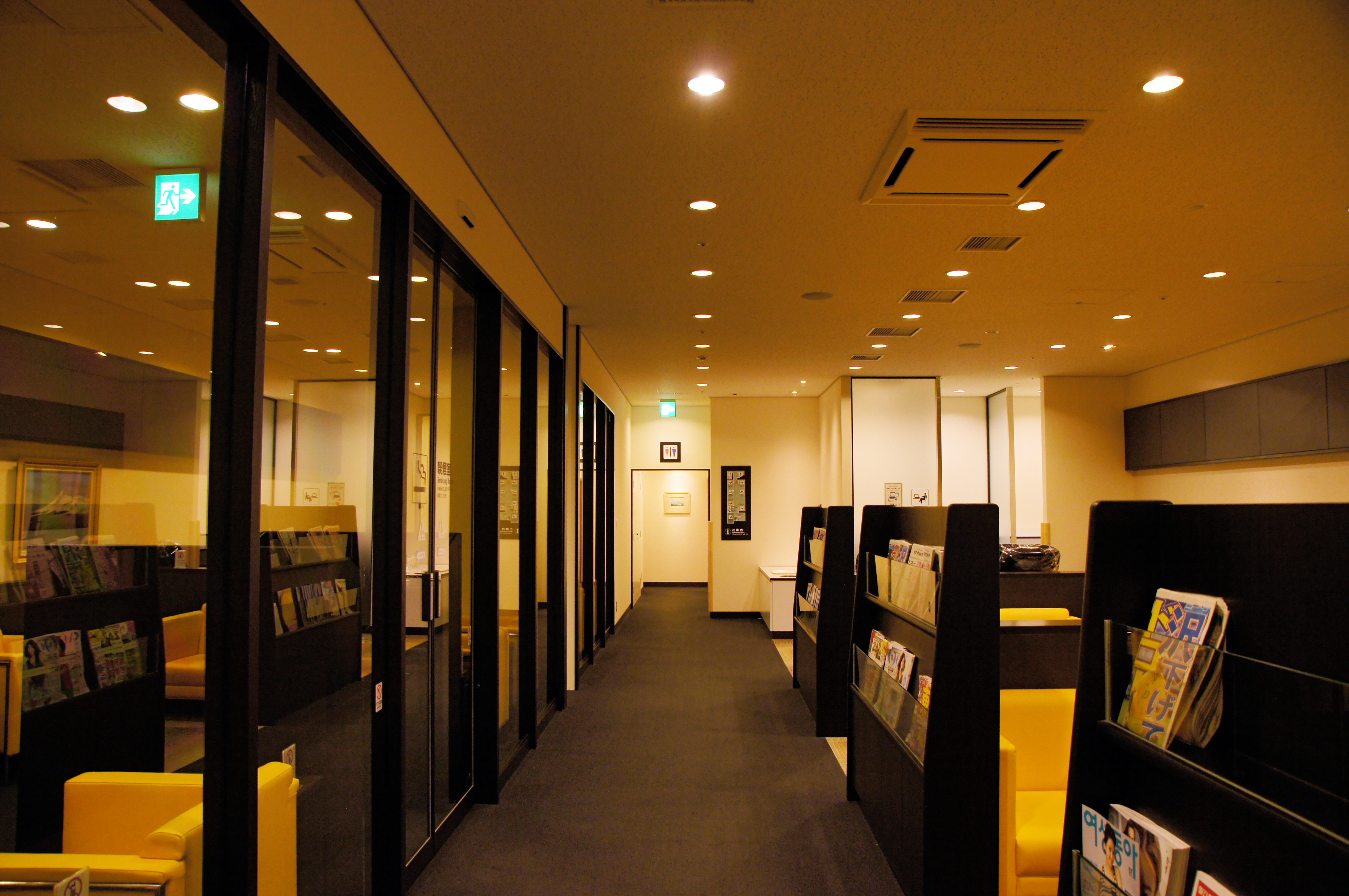
国内線ビジネスラウンジ
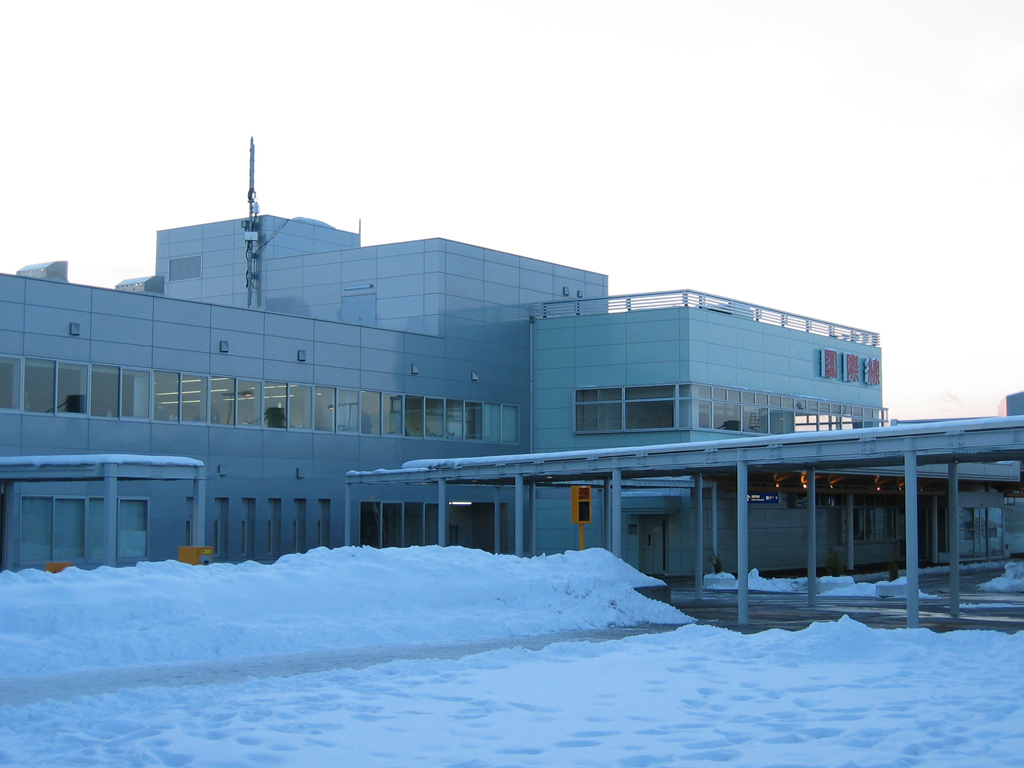
国際線ターミナルビル
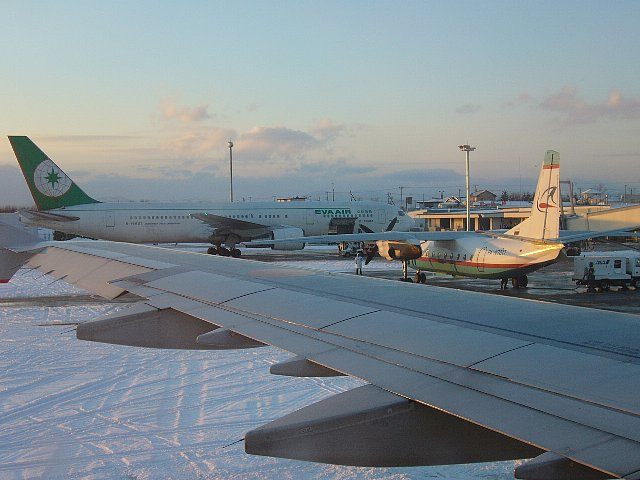
国際線エリア
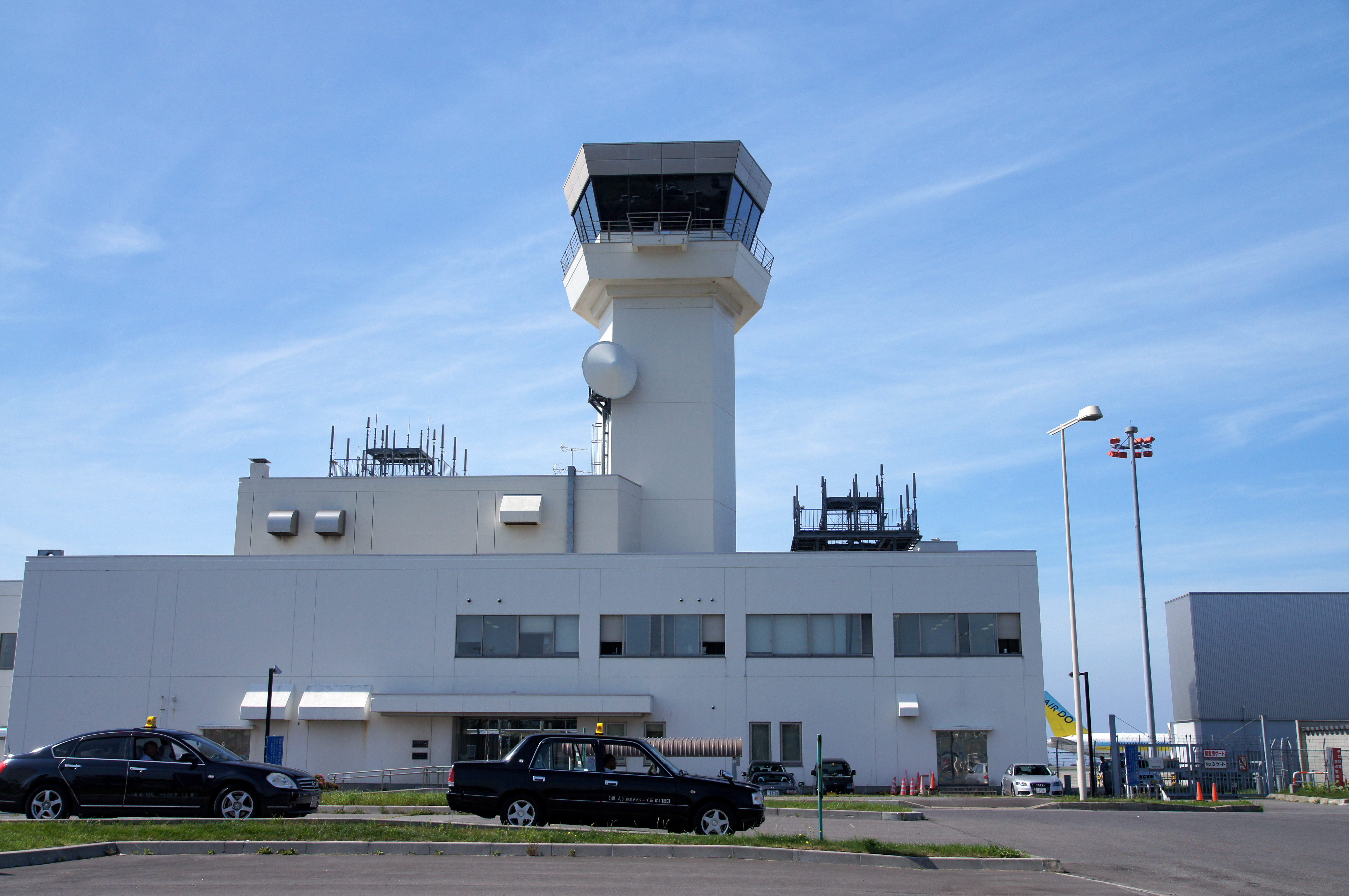
管制塔
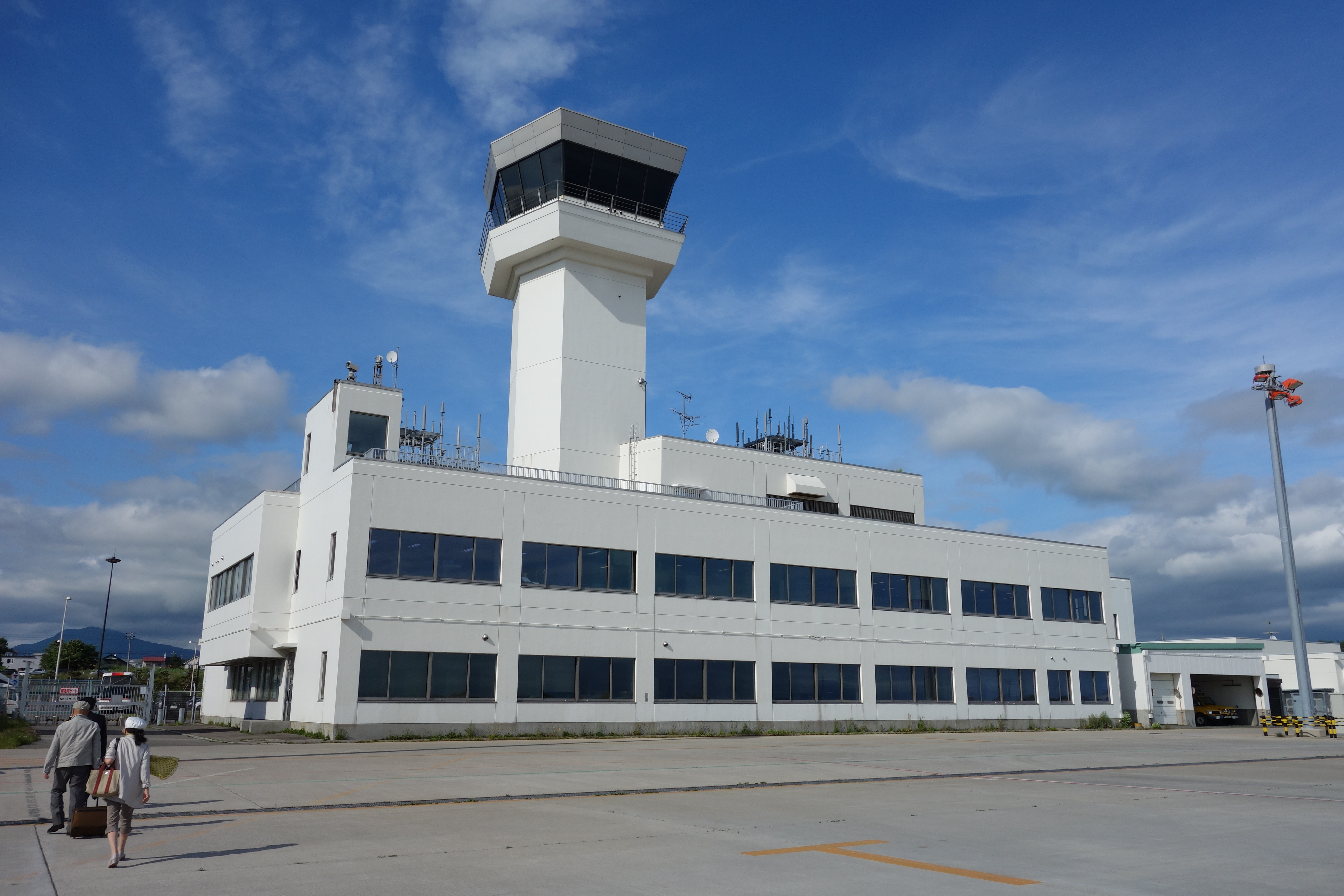
管制塔（滑走路側）
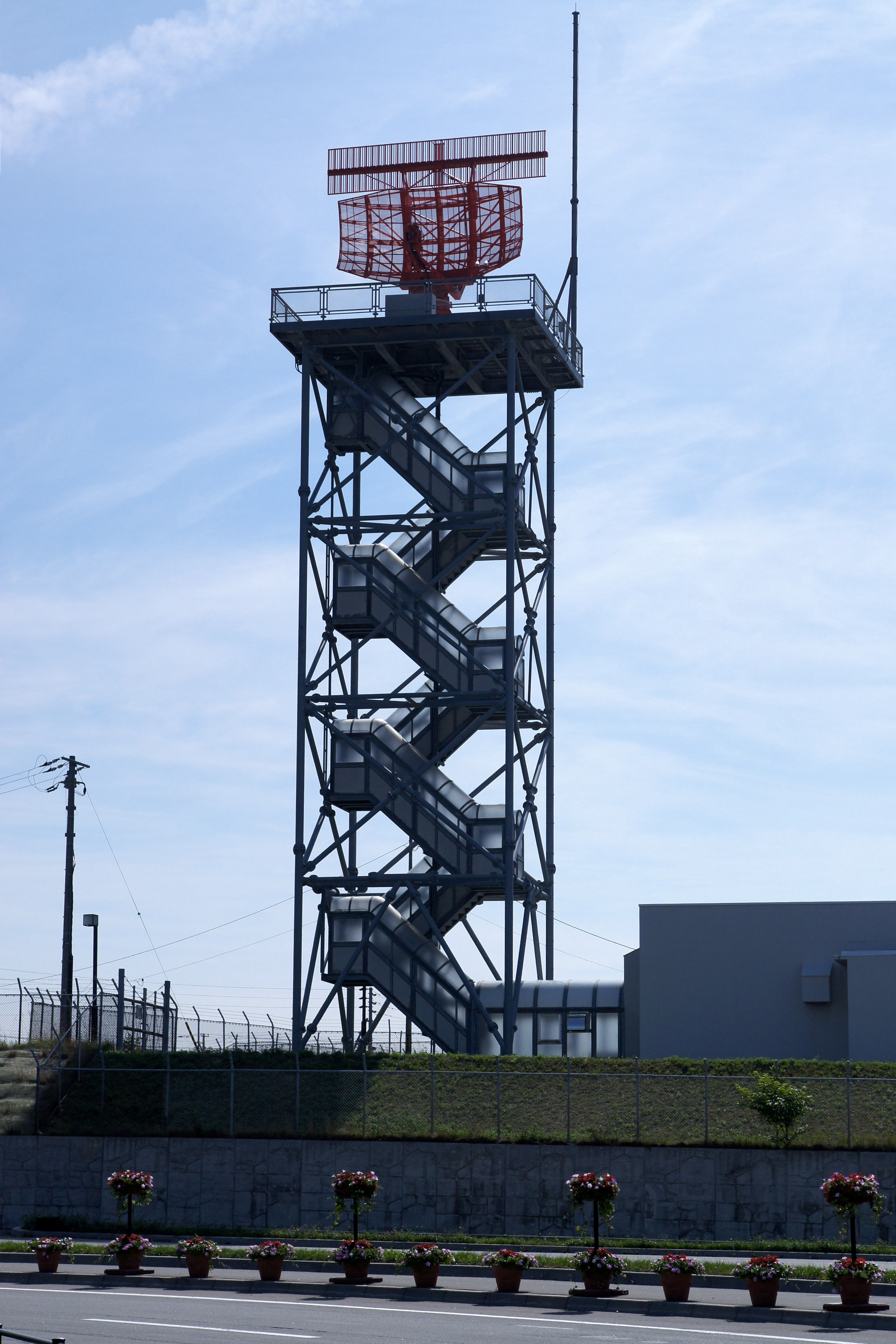
空港監視レーダー
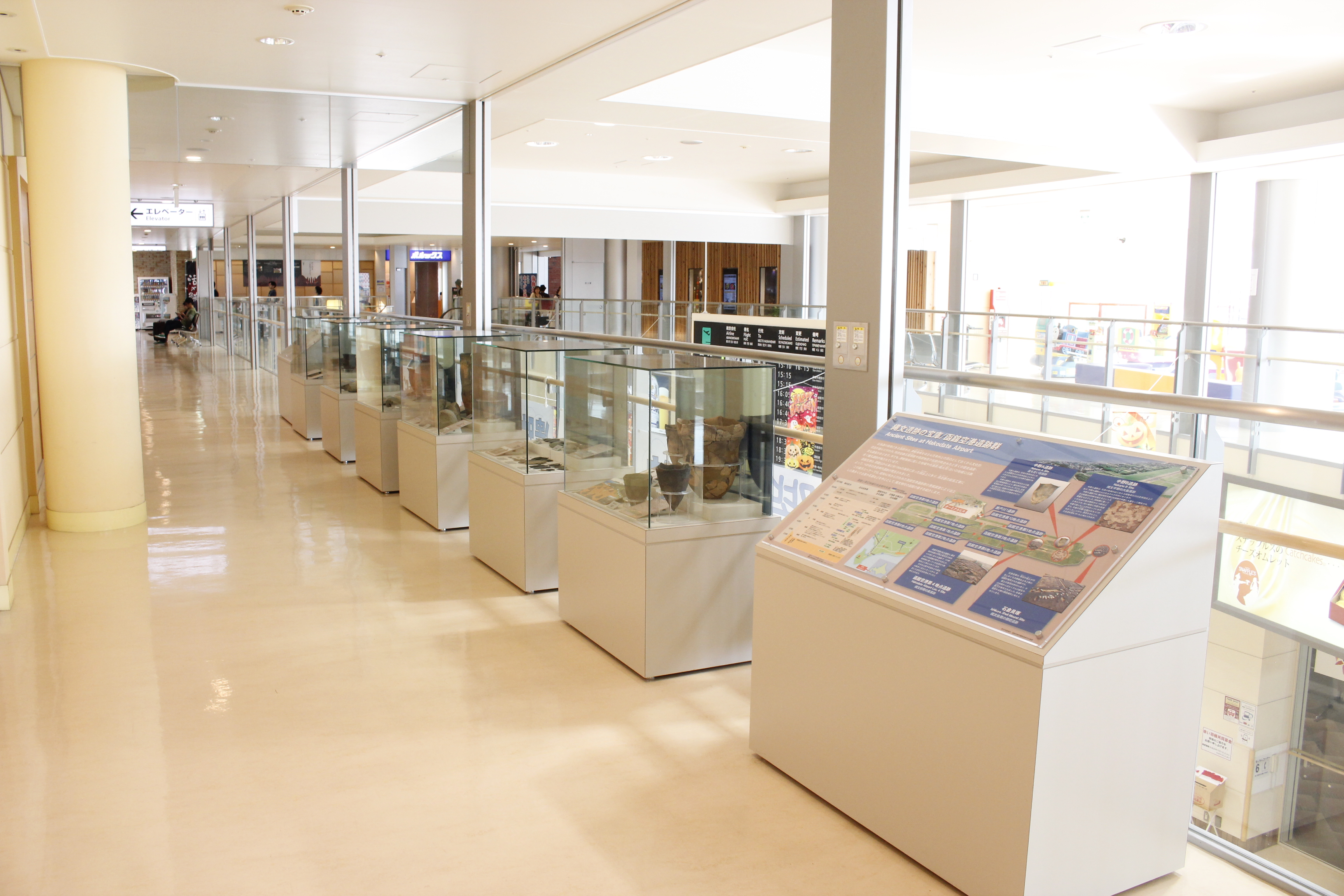
国内線出発ロビーにおける函館空港遺跡群出土考古資料の展示の様子
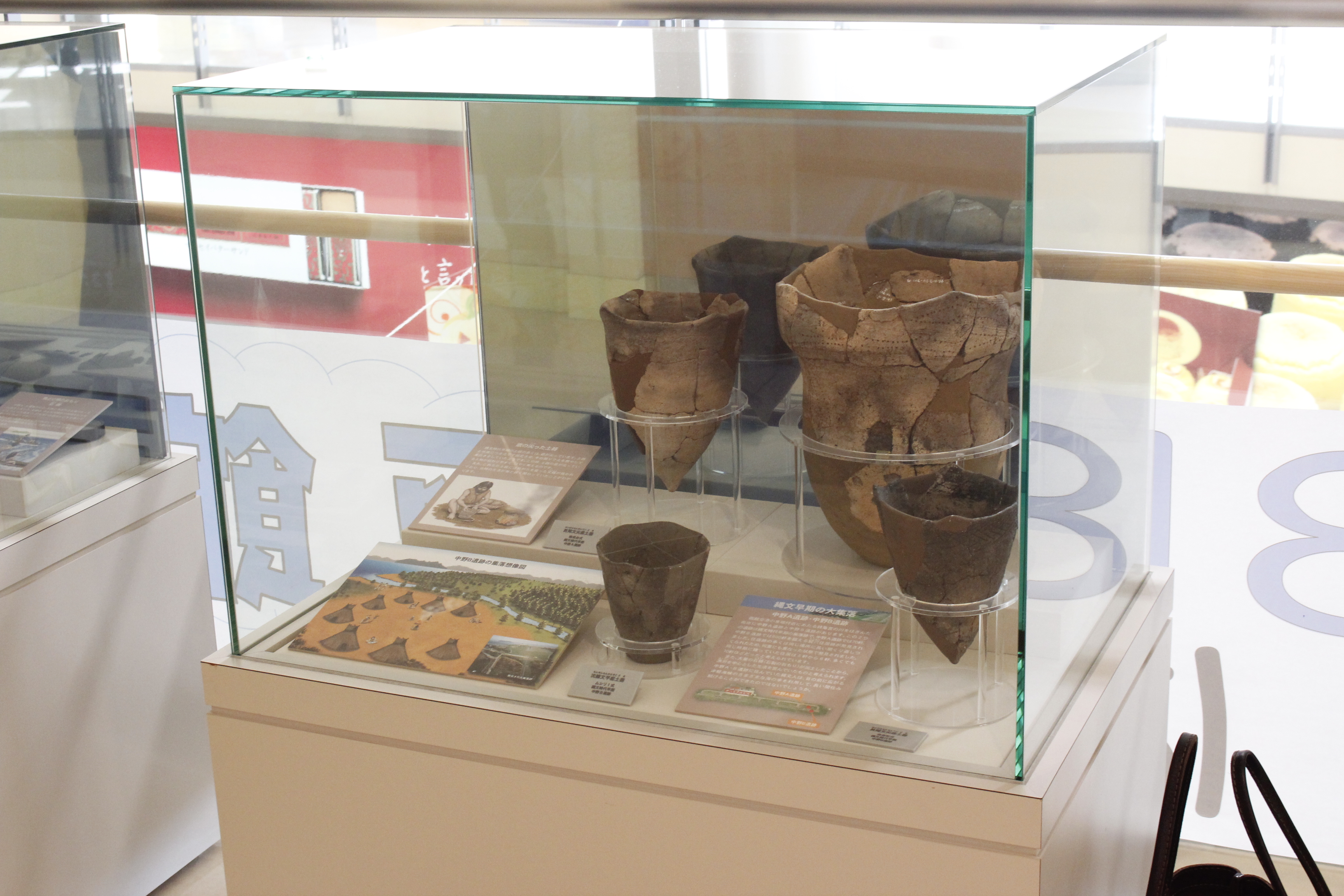
国内線出発ロビーで展示されている函館空港遺跡群出土考古資料（一部）

## 就航路線

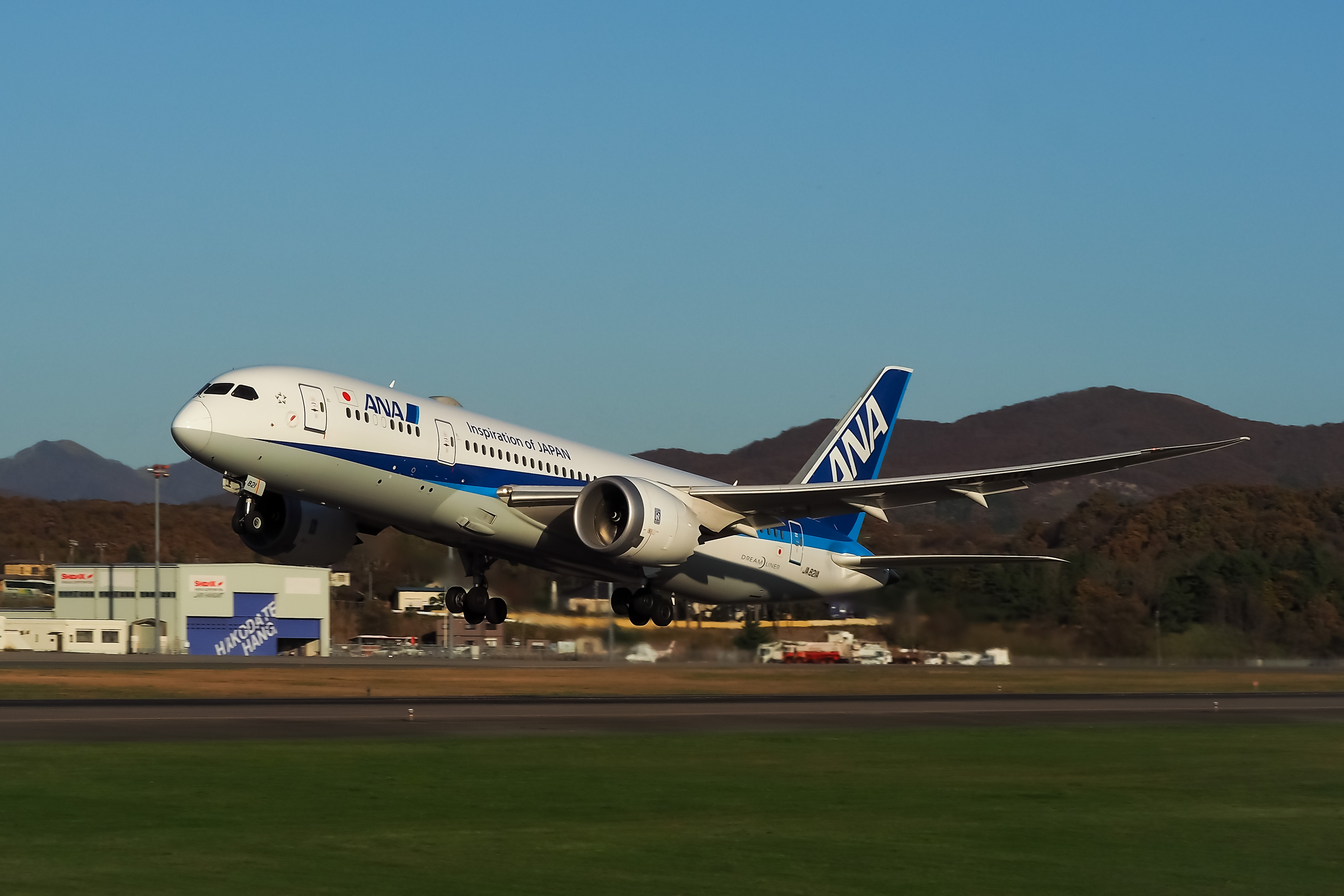
函館空港を離陸する、全日本空輸の函館発東京行きNH556便。機材はボーイング787-8（JA821A）。

### 国内線
航空会社が2社以上の場合、最前の航空会社の機材・乗務員で運航する共同運航便（コードシェア便）
| 航空会社                        | 就航地                                                   |
| ------------------------------- | -------------------------------------------------------- |
| 日本航空 (JAL)                  | 東京/羽田、大阪/伊丹、札幌/丘珠、奥尻                    |
| 全日本空輸 (ANA)                | 東京/羽田、大阪/伊丹、名古屋/中部(季節運航)、札幌/新千歳 |
| AIRDO (ADO) ・ 全日本空輸 (ANA) | 東京/羽田、名古屋/中部                                   |

| 行き先       | 旅客数   | 国内線順位 |
| ------------ | -------- | ---------- |
| 東京国際空港 | 約93万人 | 上位23位   |

### 国際線
航空会社が2社以上の場合、最前の航空会社の機材・乗務員で運航する共同運航便（コードシェア便）
| 航空会社               | 就航地           |
| ---------------------- | ---------------- |
| スターラックス航空(JX) | 台北/桃園        |
| タイガーエア台湾(IT)   | 台北/桃園        |
| 香港航空(HX)           | 香港（季節運航） |
| チェジュ航空(7C)       | 仁川             |

### 廃止された路線
| - 旭川空港 - 女満別空港（2006年（平成18年）4月1日就航 - 2007年（平成19年）3月13日運休） - 釧路空港（1998年（平成10年）7月1日就航） - 帯広空港（2005年（平成17年）3月13日就航 - 2006年（平成18年）9月30日運休） - 三沢飛行場（2013年（平成25年）8月1日就航- 2016年（平成28年）9月25日） - 秋田空港 - 仙台空港（2001年（平成13年）11月1日就航） - 山形空港（1998年（平成10年）6月1日就航） - 庄内空港（1997年（平成9年）5月1日就航） - 福島空港（1994年（平成6年）6月1日就航） - 新潟空港（1996年（平成8年）4月1日就航 ） - 富山空港（1996年（平成8年）7月5日就航） - 広島空港（1996年（平成8年）4月1日就航） - 福岡空港（1992年（平成4年）4月24日就航） - 成田国際空港 - 関西国際空港 | - 仁川国際空港 （韓国・ソウル、2006年（平成18年）6月1日就航 - 2014年（平成26年）2月、2025年（令和7年）6月より運航再開予定） - ユジノサハリンスク空港 （ロシア・ユジノサハリンスク、1994年（平成6年）4月4日就航 - 2009年（平成21年）4月22日運休） - 北京首都国際空港 （中国・北京、2015年（平成27年）7月3日就航 - 2016年（平成28年）5月） - 杭州蕭山国際空港 （中国・杭州、2015年（平成27年）11月17日就航 - 2016年（平成28年）5月） - 西安咸陽国際空港 （中国・西安、2016年（平成28年）12月23日就航 - 2017年（平成29年）2月） - 天津浜海国際空港 - 天津航空 2015年3月から2017年8月まで運航。 |

## アクセス
函館市中心部（函館駅）まで約9 km、五稜郭まで約8 km。
- 函館タクシー（函館帝産バス）
  - 湯の川温泉・函館駅前・函館国際ホテル・宝来町方面
  - 湯の川温泉・五稜郭公園入口・新函館北斗駅方面
- 函館バス
  - 5系統 トラピスチヌ前・湯倉神社前/湯の川温泉・五稜郭タワー・函館駅前方面、函館牛乳あいす118方面
  - 7系統 湯倉神社前・五稜郭方面、湯倉神社前・亀田支所前方面
  - 8系統 湯の川温泉・五稜郭タワー・五稜郭方面
    - 上記3路線の詳細は函館バス#観光・特殊路線を参照。

  - 75系統 湯倉神社前・日吉営業所方面
  - 96系統 湯倉神社前・湯の川温泉・啄木小公園・函館駅前方面
- 大沼交通
  - 七飯町・函館大沼プリンスホテル・大沼公園駅方面

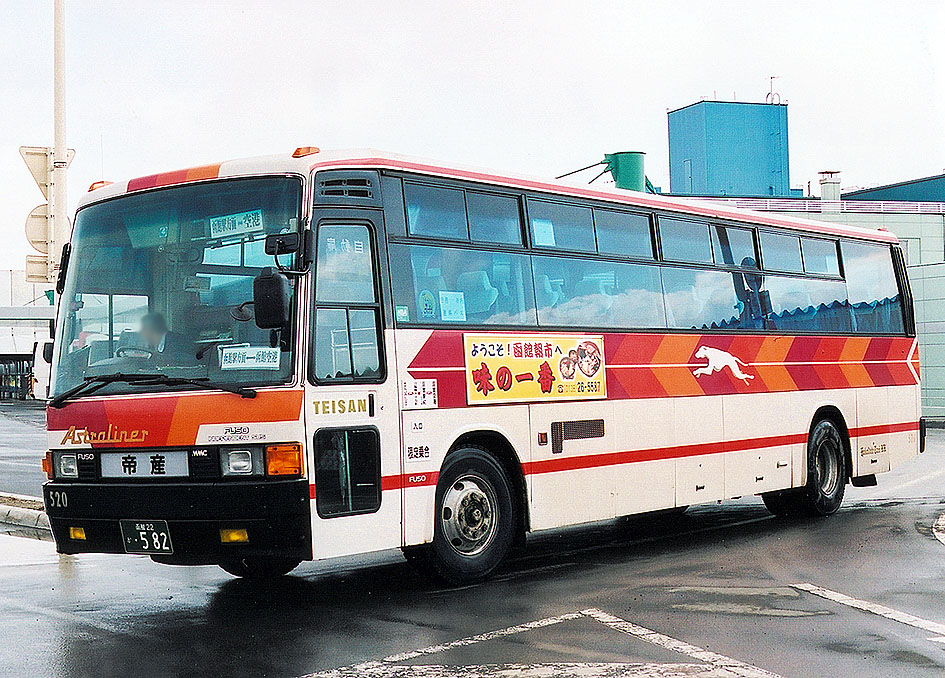
函館帝産バス 函館空港連絡バス
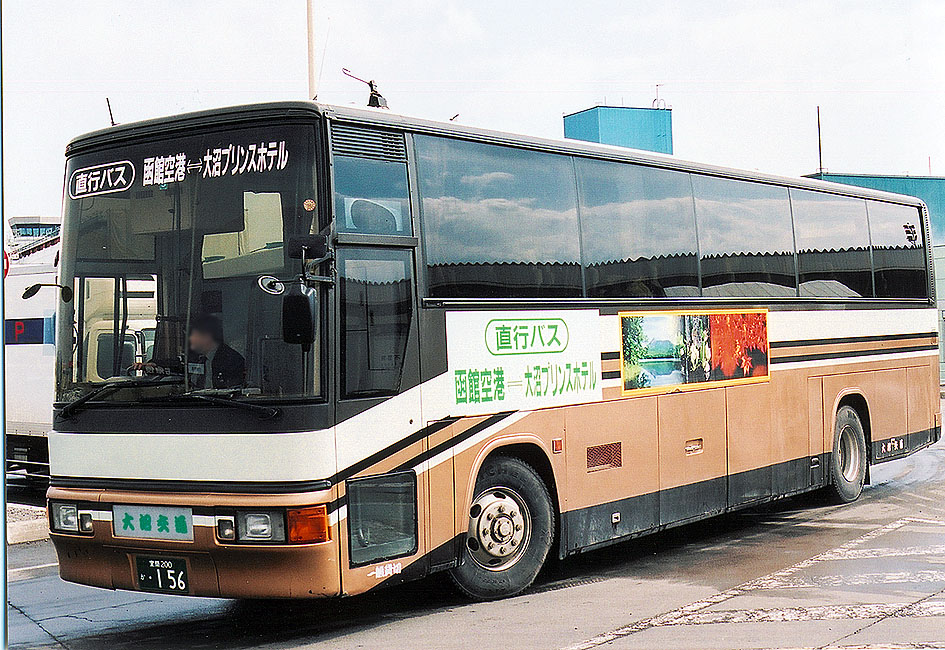
大沼交通 函館空港直行バス

### 路面電車の延伸要望
函館市企業局交通部が運営する路面電車（函館市電）の延伸乗り入れ要望が函館市民からあるが、実現には至っていない。函館市企業局交通部#路線見直しを参照。

## 事件事故
- 1971年（昭和46年）7月3日 - ばんだい号墜落事故[46][47]
- 1976年（昭和51年）9月6日 - ベレンコ中尉亡命事件（ミグ25事件）[7]
- 1977年（昭和52年）3月17日 - 全日空724便ハイジャック事件[48]
- 1995年（平成7年）6月21日 - 全日空857便ハイジャック事件[9]
- 2002年（平成14年）1月21日 - 全日空391便着陸失敗事故
- 2017年（平成29年）5月15日 - 陸上自衛隊連絡偵察機LR-2事故